# María Dolores Aguilar de Ducau
María Dolores Aguilar de Ducau (Buenos Aires, 26 de julio de 1914-?) fue una de las primeras arquitectas argentinas, autora de obras vinculadas a la niñez y a las mujeres.

## Primeros años
María Dolores Aguilar nació en Buenos Aires el 26 de julio de 1914. Sus padres fueron Manuel Aguilar y María Ayala.
Estudió arquitectura en la Facultad de Ciencias Exactas, Físicas y Naturales de la Universidad de Buenos Aires en un momento en que eran escasas las mujeres que se formaban profesionalmente. Recibió su título el 13 de octubre de 1937. Ese mismo año también terminaron la carrera Violeta Lorena Pouchkine, Berta Strejilevich y Beatriz Penny.

## Trayectoria
En abril de 1942 la Revista de Arquitectura, órgano de difusión de la Sociedad Central de Arquitectos publica el Hogar Mercedes de Lasala y Riglos, obra que realizó para la Inspección General de Arquitectura de la Municipalidad de Buenos Aires, junto al arquitecto Pedro Lanz. La obra está localizada en la esquina de Entre Ríos y Pavón. El edificio original era un antiguo Asilo de Mujeres que en 1936 sufre una remodelación y se transformó en un Hogar para Niños, pero dada la cantidad de población que se requería albergar, era necesario el crecimiento para albergar unos 250 niñas y niños de entre 2 y 8 años. Hacia 1938 se realiza la nueva obra que consiste en una U en torno a un gran patio orientada hacia el norte para captar el mejor asoleamiento. El edificio consta de 3 plantas y la azotea puede utilizarse como solario. La planta baja es una sucesión de patios cubiertos y semicubiertos que permiten una continuidad visual, inclusive con la calle. Las aulas, localizadas en planta baja, frente al patio, tienen una carpintería especial que permite plegarse totalmente para dictar clases también al aire libre, comunicando francamente interior y exterior. Las dimensiones del comedor y la cocina permiten abastecer en simultáneo a 300 comensales. Además el edificio contaba con agua caliente y calefacción central, cocina a petróleo, heladera eléctrica, incinerador de residuos, servicio para incendios y filtro central de agua. El hogar da una solución de avanzada para ese momento y si bien fue concebido al año siguiente de que María Dolores Aguilar había egresado de una escuela de formación netamente Beaux Arts, la obra tiene un lenguaje arquitectónico moderno y funcionalista.
Hoy el edificio está ocupado por la Subsecretaría de Fortalecimiento Familiar y Comunitario y lamentablemente ha sido totalmente deformado. La parte original previa a la obra de Aguilar y Lanz ha sido demolida, los patios han sido cubiertos y la planta baja ha sido liberada y funciona como un espacio de estacionamiento y depósito.
Otra obra publicada de María Dolores Aguilar es el Lactario Municipal N° 3 ubicado en la calle Manuela Pedraza 1558, hoy convertido en centro de salud mental de la ciudad de Buenos Aires. Fue construido de acuerdo al programa  formulado por el Dr. Saúl J. Bettinotti, especialista en puericultura, y aprobado por la Dirección de Asistencia Pública. Estos lactarios eran instituciones médicas sociales destinadas a extraer, conservar y distribuir la leche de las mujeres evitando los inconvenientes de la "lactancia mercenaria" de las nodrizas. Así el Estado distribuía la leche a través de estos sitios para ayudar a las madres que por circunstancias especiales no pudieran alimentar a sus hijos e hijas. También funcionaban como lugares de control de la salud de quienes donaban la leche y quienes la recibían. Además tenían una función formativa ya que se brindaban capacitaciones sobre temas de crianza. En estos espacios se les servía diariamente comida a las que donaban su leche, "equivalente en valor alimenticio al desgaste que resulta de la extracción".
El lactario, que se encuentra separado de la calle por un pequeño jardín, se desarrolla en dos partes. En la planta baja, el hall, la sala de extracción, vestuarios con duchas, comedor para madres e hijos y despacho de visitadoras. En la planta superior, los consultorios y la sala de médicos.
Para defender el edificio de los rayos solares, se colocó un gran pórtico al frente sostenido por ocho columnas. Los muros están cubiertos de· ladrillos aparentes con toma de juntas.
En 2024, el gobierno nacional, incluyó al edificio en un listado de bienes del Estado a vender.
María Dolores Aguilar participó activamente en las actividades de la Sociedad Central. En 1962, junto a Isabel Padilla y de Borbón fueron vocales de la comisión organizadora del Primer congreso de Arquitectura Escolar.
En el Archivo de la Sociedad Central se encuentra una carta de 1962, donde es enviada como representante a la Comisión de Cal del Instituto Argentino de Racionalización de Materiales. Y en 1970 es designada como Delegada General ante el Instituto Argentino de Racionalización de Materiales.
Se desconoce la fecha de su fallecimiento.